# 蒙山站
蒙山站是日兰高速铁路上的一个铁路车站，位于中华人民共和国山东省临沂市平邑县平邑镇永唐村南侧，日兰高速以北，于2019年11月26日投入使用。蒙山站占地面积9998平方米，站前广场用地面积约12.1万平方米（约182亩）。地下一层是蒙山站落客平台，面积为25870平方米。蒙山站站房的设计借鉴了金银花的特色，弯曲的立面线条如待放的金银花苞，建筑转角则如盛开的金银花，站房外立面也是采用金银花的淡黄色。